# Simon Žao
Simon Žao (čín. 赵西门, pchin-jin Zhao Ximen) (1. června 1918 – 7. prosince 2001), vlastním jménem Žao Haižen, byl čínský křesťanský protestantský vedoucí, spisovatel, misionář a jeden z představitelů hnutí Zpět do Jeruzaléma.
Ke křesťanství konvertoval roku 1944. Roku 1950 byl se svou těhotnou manželkou uvězněn komunisty. Jeho manželka ve věznici potratila a následně roku 1959 zemřela. Simon Žao byl z vězení propuštěn roku 1981.